# NGC 944
NGC 944 est une galaxie lenticulaire située dans la constellation de la Baleine. NGC 944 a été découverte par l'astronome américain Francis Leavenworth en 1886. Cette galaxie a aussi été observée par l'astronome français Stéphane Javelle le 7 décembre 1891 et elle a été ajoutée à l'Index Catalogue sous la cote IC 228.

## Caractéristiques
Sa vitesse par rapport au fond diffus cosmologique est de 3 542 ± 27 km/s, ce qui correspond à une distance de Hubble de 52,2 ± 3,7 Mpc (∼170 millions d'al).